# Легенда о Билли Джин
«Легенда о Билли Джин» (англ. The Legend of Billie Jean) — американский драматический фильм 1985 года, снятый режиссёром Мэттью Роббинсом.

## Сюжет
У живущих в жарком Техасе брата и сестры Билли Джин и Бинкса Дэйви после смерти их отца только две отрады в жизни: скутер «Хонда-Элит» (который они купили на деньги от посмертной страховки их отца) и рассказы Билли Джин о заснеженном Вермонте, где она была когда-то с отцом, и куда Бинкс очень хочет съездить. Местный хулиган из богатой семьи Хьюби Пайет пытается подкатить к Билли Джин, когда они с Бинксом едут купаться на озеро. Происходит конфликт, в отместку за который Хьюби позже крадёт «Хонду». Бинксу удаётся вернуть мотоцикл, но изрядно повреждённый, а сам он сильно избит Хьюби и его компанией.
Параллельно Билли Джин отправляется в полицию со своими подругами Паттер и Офелией. Детектив Рингуолд хоть и сочувствует им, но призывает подождать и посмотреть, как всё сложится. Вернувшись домой и обнаружив брата избитым, Билли Джин на следующий день вместе с Бинксом и Офелией идут в магазин Пайетов, чтобы стребовать сумму в 608 долларов на ремонт скутера. Хотя поначалу мистер Пайет ведёт себя услужливо, он обманом заманивает Билли Джин в дальнюю комнату, затем пытается её изнасиловать. Бинкс, найдя в кассе пистолет, направляет его на мистера Пайета, но тот говорит, что пистолет не заряжен. Бинкс нажимает на курок и, к их ужасу, пистолет выстреливает мистеру Пайету в плечо.
Думая, что они его убили, троица, испугавшись, сбегает из магазина и вместе с увязавшейся за ними Паттер решает пуститься в бега. К тому времени, когда Рингуолд понимает, что совершил ошибку, не послушав Билли Джин, ситуация выходит из-под контроля: Пайет-старший оказывается жив и, будучи наглым и эгоистичным, предстаёт перед репортёрами и полицией белым и пушистым, а подростков выставляет закоренелыми преступниками, которым самое место за решеткой. В бегах компания случайно знакомится со сверстником Ллойдом Малдором, сыном окружного прокурора. Вместе они затевают план. Билли Джин коротко обрезает свои волосы, после чего снимает себя на видео, где сообщает, что Ллойд находится у неё в заложниках, но она его отпустит, если Пайет-старший заплатит компенсацию за мотоцикл и принесёт извинения. 
Поскольку при содействии мистера Пайета к истории Билли Джин приковано большое внимание прессы, то очень скоро она становится подростковой иконой и у неё появляется множество последователей. Однако полиция продолжает идти за ней попятам и Билли Джин вынуждена сдать в полицию Офелию и Паттер ради их же безопасности. Когда Рингуолд спрашивает Офелию, где её подруга, та с вызовом отвечает, что она «везде». Мистер Пайет назначает награду за её задержание вплоть до того, что Билли Джин обещан новый мотоцикл если она приведёт Ллойда. Место встречи назначают на пляже, где собирается большая толпа её фанатов. Вдали появляется Билли Джин, держащая на прицеле Ллойда, но когда они подходят поближе, Хьюби кричит, что это Бинкс, замаскировавшийся под сестру. Полицейские открывают огонь и ранят Бинкса в руку. 
После того, как его увозит скорая, появляется настоящая Билли Джин, которая в какой-то момент видит целый ряд торговых ларьков, принадлежащих мистеру Пайету — когда Билли Джин стала популярной, то Пайет-старший увидел в этом способ нажиться и начал продавать различные товары с её изображением. Под давлением Билли Джин Пайет-старший признаётся в поступках, из-за которых ему прострелили плечо. Он пытается дать Билли Джин деньги, полученные от продажи, но она отказывается взять их, бросает их ему в лицо и бьёт его коленом в пах. Падая он опрокидывает ближайший факел и тот поджигает ларьки. Зрители (включая Хьюби), осознав, что все они косвенно участвовали в эксплуатации образа Билли Джин, бросают весь товар в огонь и с отвращением уходят. Когда товарные прилавки сгорают дотла, Билли Джин тоже уходит, но перед этим благодарит Рингуолда и целует Ллойда. 
В финальной сцене Билли Джин и Бинкс с перевязанной рукой гуляют по Вермонту и последний жалуется, что там недостаточно холодно.

## В ролях
- Хелен Слейтер — Билли Джин
- Кит Гордон — Ллойд
- Кристиан Слейтер — Бинкс
- Питер Койоти — лейтенант Рингуолд
- Дин Стокуэлл — окружной прокурор
- Ярдли Смит — Паттер
- Ричард Брэдфорд — м-р Пайет